# 47 méter mélyen 2.
A 47 méter mélyen 2. (eredeti cím: 47 Meters Down: Uncaged) 2019-ben bemutatott brit-amerikai túlélős horrorfilm, melyet Johannes Roberts rendezett, valamint Roberts és Ernest Riera írt. Ez a folytatása a 2017-es 47 méter mélyen című filmnek.
Az előző film egyik szereplője sem tér vissza. Az új szereplők Sophie Nélisse, Corinne Foxx, Brianne Tju, Sistine Stallone (Sylvester Stallone lánya), Davi Santos, Khylin Rhambo, Brec Bassinger, Nia Long és John Corbett. A 47 méter mélyen 2. 2019. augusztus 16-án jelent meg az Amerikai Egyesült Államokban az Entertainment Studios által. Magyarországon DVD-n jelent meg szinkronizálva 2021 márciusában.
A film általánosságban vegyes értékeléseket kapott a kritikusoktól, akik dicsérték a színészi teljesítményt és a feszültségekkel teli pillanatokat, viszont kritizálták egyes CGI jelenetet és a félelem hiányát. Kereskedelmi szempontból viszont sikeresen teljesített, ugyanis a 12 millió dolláros költségvetéssel szemben, a két film együtt világszerte meghaladta a 100 milliós bevételt.
A történet középpontjában olyan lánycsoport áll, akik egy elsüllyedt maja városban búvárkodnak, viszont nem tudják, hogy ott évek óta cápák élnek.

## Cselekmény
Mia tengeri-archeológus édesapja, Grant (John Corbett) belépőjegyeket ad lányának és három barátnőjének (Corinne Foxx, Sistine Stallone, Brianne Tju), hogy megnézzék a cápák természetes élőhelyeit. Bár Mia (Sophie Nélisse) szívesen elmenne, de a barátnői lebeszélik róla, mondván, hogy az élmény inkább a turistáknak való. Ehelyett egy erdő közepén lévő, gyönyörű víztározóhoz mennek, ahol egy maja város romjai hevernek a barlangok legaljában. A lányok búvárfelszerelést vesznek fel, és lemerülnek mélyre, ahol az egyik barlangban számos emberi csontvázat fedeznek fel.
Miközben a lányok a víz alatt tartózkodnak, Nicole véletlen az egyik bomladozó oszlopnak ütközik, ami miatt csapdába esnek. Azonban hamar rájönnek, hogy több cápa is jelen van, akik a katakombákban vannak elbújva. Kijutni csak összefogva tudnak, viszont az oxigénjük rohamosan fogy.

## Szereplők

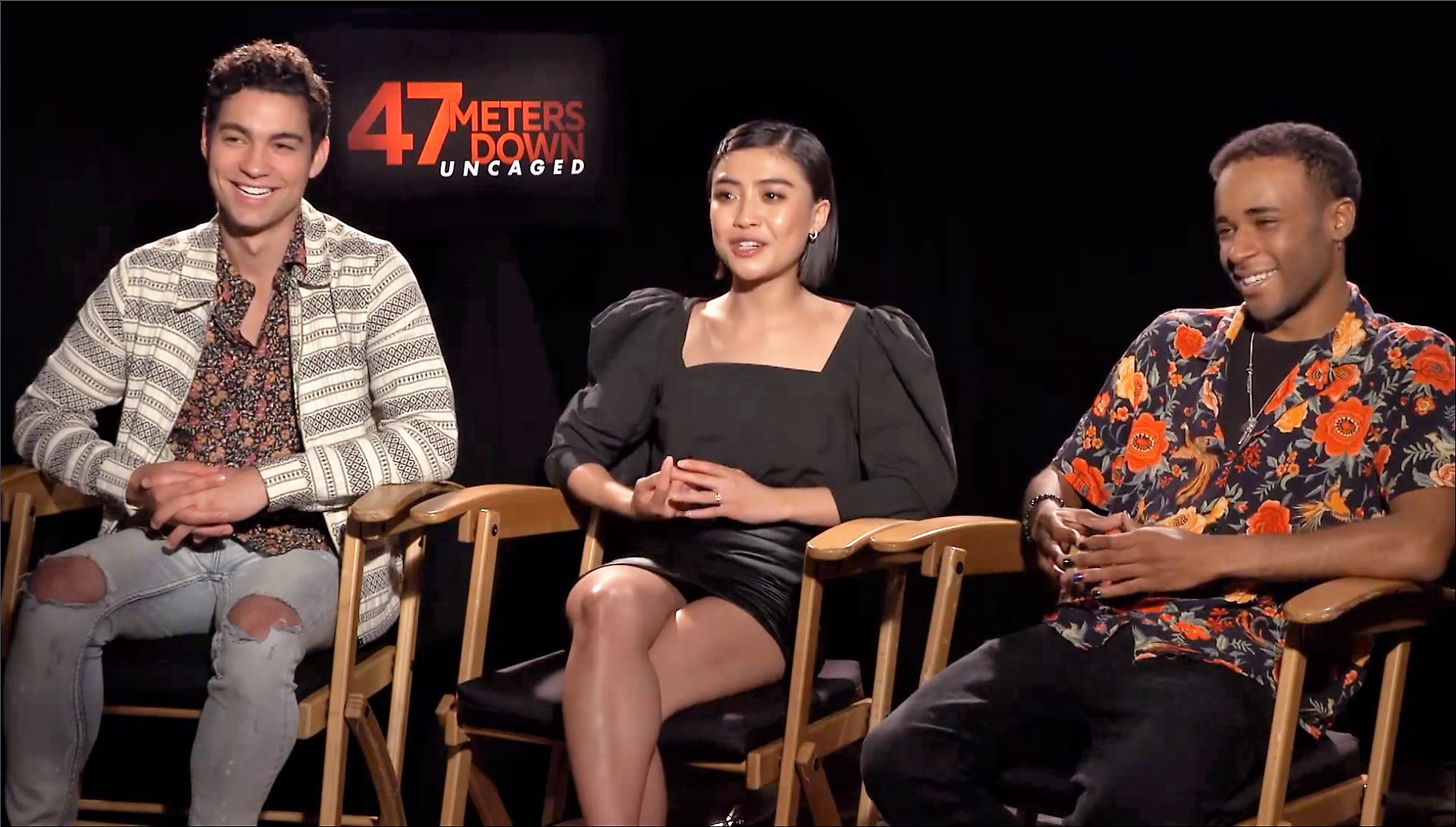
Balról-jobbra: Davi Santos, Brianne Tju, Khylin Rambo a film egyik interjúján

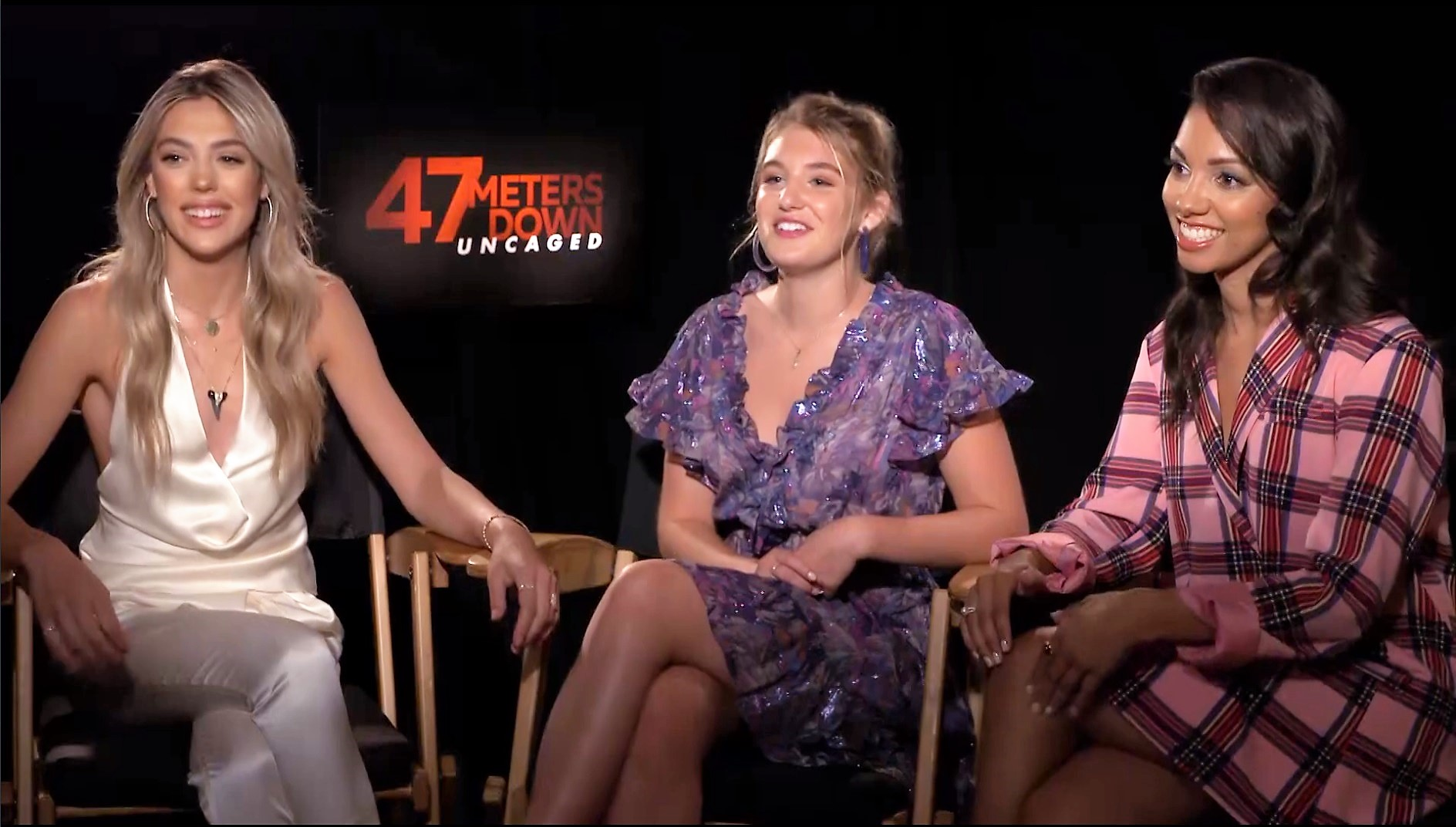
Balról-jobbra: Sistine Stallone, Sophie Nélisse, Corinne Foxx a film interjúján

| Szerep    | Színész          | Magyar hang    |
| --------- | ---------------- | -------------- |
| Mia       | Sophie Nélisse   | Pekár Adrienn  |
| Sasha     | Corinne Foxx     | Nagy Katica    |
| Alexa     | Brianne Tju      | Károlyi Lili   |
| Nicole    | Sistine Stallone | Győrfi Laura   |
| Ben       | Davi Santos      | Makrai Gábor   |
| Carl      | Khylin Rhambo    | Bordás János   |
| Catherine | Brec Bassinger   | Laudon Andrea  |
| Grant     | John Corbett     | Czvetkó Sándor |
| Jennifer  | Nia Long         |                |

## A film készítése
2017 szeptemberében bejelentették, hogy a The Fyzz Facility produkciós cég a 47 méter mélyen folytatásán dolgozik, amelynek címe 48 méter mélyen. Johannes Roberts visszatért rendezőként, és ismét együtt írta a forgatókönyvet Ernest Rierával. Akárcsak az első részt, James Harris és Mark Lane készítették a filmet, viszont Robert Jones csatlakozott hozzájuk.
A folytatás Mexikóban játszódik, és egy fiatal lányokból álló csoportra összpontosít, akik úgy döntenek, hogy megnéznek néhány romot a víz alatt, ami egy elhagyatott erdő közepén lévő tó legalálján található. A gyártás az Altitude Film Sales felügyelete alatt készült, akik potenciális vásárlókat kerestek Torontoban. 2018 augusztusában, mielőtt a forgatás megkezdődött volna, megjelent a film első előzetese új hivatalos címmel: 47 Meters Down: The Next Chapter. Ugyanezen év decemberére a film új címet kapott: 47 Meters Down: Uncaged.
Tomandandy ismét Johannes Roberts rendezővel dolgozott, hogy ő szerezhesse a második rész filmzenéjét is. Varèse Sarabande adta ki a film zenéjét.
A film forgatására a Pinewood Indomina Stúdióban (Dominikai Köztársaság), a vízalatti jelenetekre pedig a Basildon és Pinewood Stúdióban (Buckinghamshire) került sor 2018 decemberétől 2019 februárjáig.

## Megjelenés
Az Entertainment Studios kezelte a film terjesztését, és a megjelenést eredetileg 2019. június 28-ra tűzte ki. 2019 februárjában bejelentették, hogy a megjelenési dátumot 2019. augusztus 16-ra halasztották, hogy elkerüljék az Annabelle 3. – Hazatéréssel folytatott versenyt.
Más országok kiadási dátumai: augusztus 23. (Indonézia), augusztus 28. (Dél-Korea), augusztus 29. (Portugália, Szingapúr), augusztus 30. (India), szeptember 26. (Chile, Peru), október 10. (Németország) és november 20. (Brazília). A filmet az Egyesült Királyságban közvetlenül DVD-re adták ki 2020. február 3-án, és 2020 áprilisában hozzáadták a Netflixhez mozimegjelenés nélkül az országban.